# Вахтанг Рчеулишвили
Вахтанг Рчеулишвили (1. јануар 1954. - 13. април 2017) био је грузијски пословни руководилац и политичар. Био је члан парламента Грузије од 1992. до 2003. године, лидер Социјалистичке партије Грузије од 1995. до 2003. године и оснивач највеће грузијске грађевинске компаније Center Point Group, која је била уплетена у полемику око проневере.

## Рана каријера
Рођен у Тбилисију, тада Грузијска совјетска социјалистичка Република, Рчеулишвили је дипломирао на Државном универзитету у Тбилисију 1977. године. Био је потпредседник Клуба младих научника од 1979. до 1982. и шеф групе предавача Централног комитета Грузијског Комсомола од 1982. до 1984. године. Потом је радио у Информативном центру друштвених наука Грузијске академије наука од 1985. до 1987. године и био заменик председника Државног одбора за мир у Грузији, од 1987. до 1992. године. Такође је коментарисао политику у грузијској штампи и на телевизији.

## Политичка каријера
Рчеулишвили је постао активан у политици пост-совјетске Грузије 1992. године, када је изабран у парламент Грузије на листи Едуарда Шеварднадзеа -  Уније грађана Грузије. Био је потпредседник парламента од 1992. до 1995. године. У августу 1995. задобио је лакше повреде приликом експлозије аутомобила која је била уперена против Шеварднадзеа. Касније те године напустио је Савез грађана и основао Социјалистичку партију Грузије. Био је члан два наредна сазива парламента Грузије (1995–1999, 1999–2003). Његова странка која је била у умереној опозиционој Шеварднадзеовој влади, такође је постигла значајан успех на локалним изборима 1998. године. До новембра 2003, поново се удружио са Шеварднадзеом, али масовни протести против изборних неправилности - познатих као Револуција ружа - приморали су Шеварднадзеа да поднесе оставку. Неколико дана након револуције, у децембру 2003, Рчеулишвили је најавио повлачење из политике и поднео оставку на место председника Социјалистичке партије.

## Пословна каријера
Вахтанг Рчеулишвили, његова супруга Маја Рчеулишвили и снаја Русудан Кервалишвили, такође бивши потпредседник парламента (2008–2012), оснивачи су "Center Point Group", највећег инвеститора и грађевинске компаније у Грузији. Средином 2000-их, компанија се умешала у скандал због наводне преваре хиљада својих клијената. Надзор за борбу против корупције Transparency International  Грузије описао је Понцијеву превару компаније као "највећи грађевински скандал" у Грузији. 2013. године, против власника компаније - Маје Рчеулишвили и Русудан Кервалишвили поднета је оптужница за проневеру. Они су притворене 2016. године и осудио их је Градски суд у Тбилисију на четири године затвора 2017. године.